# Gaby Sippel
Gaby Sippel (* 19. Januar 1965 in Hamm) ist eine deutsche Tischtennisspielerin. Bei Deutschen Meisterschaften der Erwachsenen gewann sie eine Silbermedaille.

## Werdegang
Gaby Sippel begann mit dem Tischtennissport beim Verein TuS Uentrop und wechselte 1977 zum TuS Jahn Soest. Bereits in jungen Jahren erzielte sie beachtenswerte Erfolge. 1978 siege sie im Bundesranglistenturnier der Schülerinnen, 1979 gewann sie im Doppel zusammen mit Andrea Gutknecht die Deutsche Meisterschaft der Schülerinnen. 1982 wurde sie für die Teilnahme an der Jugend-Europameisterschaft in Hollabrunn nominiert.
Mit der Damenmannschaft des TuS Jahn Soest wurde sie 1976 Meister der 2. Bundesliga West und stieg in die 1. Bundesliga auf. Zusammen mit Katja Nolten erreichte sie bei der Deutschen Meisterschaft 1991 das Endspiel, das sie gegen Jin-Sook Cords/Cornelia Faltermaier verloren.

## Turnierergebnisse
| Verband | Veranstaltung                       | Jahr | Ort        | Land | Einzel | Doppel | Mixed | Team |  |
| ------- | ----------------------------------- | ---- | ---------- | ---- | ------ | ------ | ----- | ---- |  |
| GER     | Deutsche Schüler-Meisterschaft      | 1979 | Neuwied    | GER  | Bronze | Gold   |       |      |  |
| GER     | Deutsche Schüler-Meisterschaft      | 1982 | Rees-Groin | GER  | Silber | Bronze |       |      |  |
| GER     | Bundesranglistenturnier Juniorinnen | 1982 | Buchen     | GER  | Silber |        |       |      |  |
| GER     | Westdeutsche Meisterschaft          | 1984 | Moers      | GER  | Gold   |        |       |      |  |